# Kommissar für Erweiterung und Europäische Nachbarschaftspolitik
Der Kommissar für Erweiterung und Europäische Nachbarschaftspolitik ist ein Mitglied der Europäischen Kommission. Er ist zuständig für geplante EU-Erweiterungen und führt die Verhandlungen mit den Kandidatenstaaten (Island, Mazedonien Serbien,  Türkei) und den Nachbarn der EU auf dem westlichen Balkan. Das Ressort besteht seit 1977, teilweise in Verbindung mit weiteren Zuständigkeiten. Von 1989 bis 1993 gab es keinen Erweiterungskommissar.
In der Kommission Barroso II, die im Februar 2010 die Arbeit aufnahm, ist der Kommissar für Erweiterung zusätzlich auch für die Europäische Nachbarschaftspolitik zuständig, die bis dahin dem Kommissar für Außenbeziehungen unterstand. Allerdings muss der Erweiterungskommissar in enger Absprache mit dem Hohen Vertreter der EU für Außen- und Sicherheitspolitik agieren, der für die gesamte Gemeinsame Außen- und Sicherheitspolitik die Hauptrolle einnimmt.

## Bisherige Amtsinhaber
| Name               | Amtszeit  | Nat. Partei      | Europapartei    | Staat       | sonstige Zuständigkeiten                                                                |
| ------------------ | --------- | ---------------- | --------------- | ----------- | --------------------------------------------------------------------------------------- |
| Marta Kos          | seit 2024 | parteilos        | ALDE            | Slowenien   | Europäische Nachbarschaftspolitik und Wiederaufbau der Ukraine                          |
| Olivér Várhelyi    | 2019–2024 | Fidesz           | EVP             | Ungarn      |                                                                                         |
| Johannes Hahn      | 2014–2019 | ÖVP              | EVP             | Österreich  | Europäische Nachbarschaftspolitik                                                       |
| Štefan Füle        | 2010–2014 | ČSSD nahestehend | SPE nahestehend | Tschechien  | Europäische Nachbarschaftspolitik                                                       |
| Olli Rehn          | 2004–2010 | Zentrum          | ELDR            | Finnland    |                                                                                         |
| Günter Verheugen   | 1999–2004 | SPD              | SPE             | Deutschland |                                                                                         |
| Ritt Bjerregaard   | 1995–1999 | SD               | SPE             | Dänemark    | Umwelt                                                                                  |
| Hans van den Broek | 1993–1995 | CDA              | EVP             | Niederlande | Außenbeziehungen                                                                        |
| Lorenzo Natali     | 1985–1989 | DC               | EVP             | Italien     | Zusammenarbeit und Entwicklung                                                          |
| Karl-Heinz Narjes  | 1981–1985 | CDU              | EVP             | Deutschland | Binnenmarkt, industrielle Innovation, Zollunion, Verbraucherschutz, nukleare Sicherheit |
| Lorenzo Natali     | 1977–1981 | DC               | EVP             | Italien     | Umwelt, nukleare Sicherheit                                                             |